# Feezwaluw
De feezwaluw (Petrochelidon ariel) is een zangvogel die behoort tot de familie zwaluwen (Hirundinidae). Hij broedt vrijwel alleen in Australië. Sommige feezwaluwen overwinteren in Australië, terwijl anderen naar omliggende eilanden trekken.

## Veldkenmerken

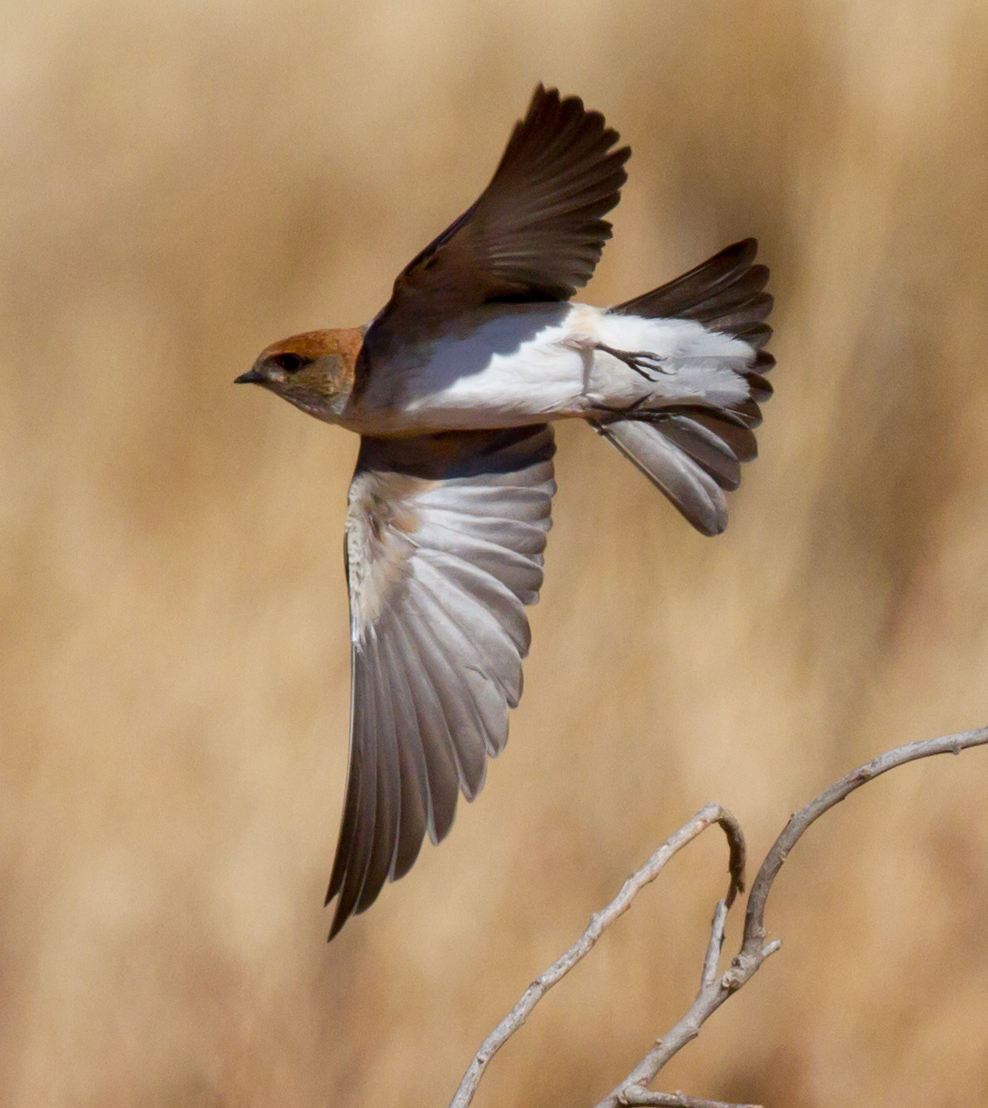
Feezwaluw in de vlucht

De feezwaluw heeft een gedrongen bouw en een korte, lichtgevorkte staart. Gemiddeld heeft de feezwaluw een lichaamslengte van twaalf centimeter en weegt hij elf gram. Volwassen vogels hebben aan de rug- of bovenzijde een iriserend blauwzwart verenkleed, bruine vleugels en staart en een rode kruin en nek. De onder- of buikzijde is vrijwel wit. Mannetjes en vrouwtjes zien er vrijwel gelijk uit, maar de adulten zijn bleker en bruiner.
De feezwaluw is makkelijk te onderscheiden van andere zwaluwen in Australië door zijn lichte onderzijde. De meest voorkomende zwaluw op het continent is de verwante Australische boomzwaluw ((P. nigricans) en heeft een dieper gevorkte staart en een blauwzwarte kop en nek. Tijdens het foerageren vliegt de feezwaluw aanmerkelijk hoger dan de welkomzwaluw (Hirundo neoxena).

### Geluid
De feezwaluw laat vaak van zich horen. De roep klinkt als chrrrr en het lied is een gekwetter te vergelijken met die van de Australische boomzwaluw, maar dan in een hogere frequentie.

## Taxonomie
De soortnaam is in 1843 gepubliceerd door de Britse ornitholoog John Gould als Collocalia ariel. Collocalia  is een geslacht van gierzwaluwen en niet verwant aan zwaluwen. Later werd de feezwaluw tot het geslacht Hirundo gerekend, waartoe ook de boerenzwaluw (H. rustica) behoort. Fylogenetische studies wezen echter een grotere verwantschap aan met zwaluwen van het geslacht Petrochelidon. Er worden geen ondersoorten erkend van de feezwaluw.

## Verspreiding en leefgebied

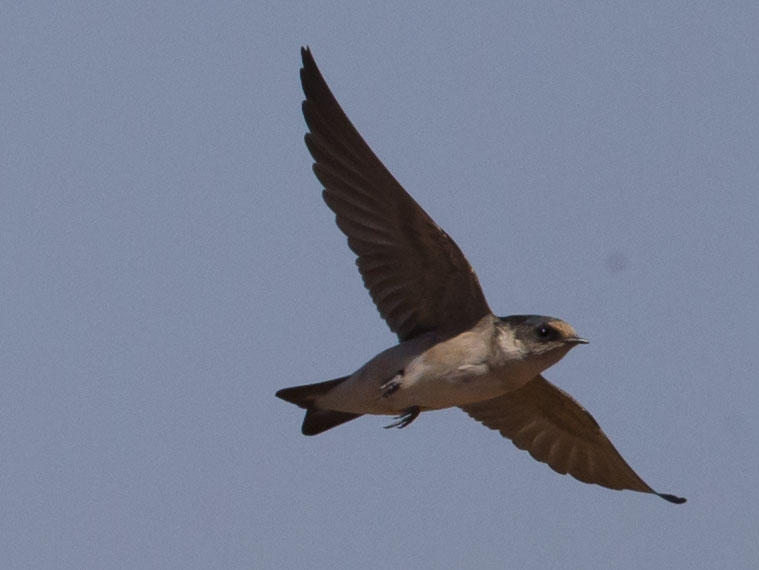
Feezwaluw in het westen van Australië

De soort broedt vrijwel alleen in Australië. Hij migreert in de winter naar allerlei warmere gedeeltes van het continent en steekt soms de oceaan over om de omliggende eilanden te trekken, zoals Nieuw-Guinea en de Indonesische eilanden. De feezwaluw is ook als dwaalgast in Nieuw-Zeeland aangetroffen en mogelijk broedt hij daar sporadisch.
De feezwaluw heeft een voorkeur voor open landschappen met genoeg water in de buurt. In de broedgebieden wordt hij regelmatig aangetroffen in de buurt van zijn nest.

## Gedrag en leefwijze
De feezwaluw heeft een trage, fladderende vlucht en jaagt gewoonlijk in grote groepen. Hij voedt zich gewoonlijk hoog in de lucht met vliegende insecten, maar jaagt soms ook laag boven het water. De vogel is erg sociaal en vormt grote groepen, vaak met andere zwaluwsoorten als de Australische boomzwaluw.

### Voortplanting

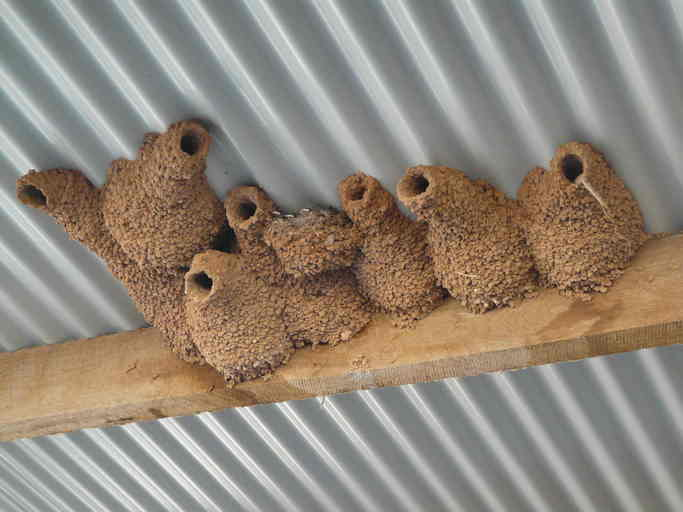
De typische flesvormige nesten van de feezwaluw

Feezwaluwen broeden van augustus tot februari in kleine kolonies. Een kolonie telt meestal enkele tientallen nesten die worden gebouwd in boomholtes in dode bomen en holtes in rivieroevers en rotsen, maar in toenemende mate ook in bruggen, duikers en gebouwen.
Het flesvormige nest wordt van ongeveer duizend stukjes modder vermengd met speeksel gebouwd en bekleed met droog gras en veren. De diameter van het nest is ongeveer 15 centimeter en heeft een ingang van 5 tot 30 centimeter lang. De nesten worden in de kolonie zo dicht tegen elkaar gebouwd dat ze vaak in elkaar overgaan.
Zowel het mannetje als het vrouwtje bouwen het nest, broeden de eieren uit en zorgen voor de jongen. De eieren zijn wit met roodbruine spikkels. Per broedperiode wordt meestal twee à drie broedsels grootgebracht.

## Status
De grootte van de populatie is niet gekwantificeerd maar de soort wordt omschreven als algemeen. Op de Rode lijst van de IUCN heeft deze soort de status niet bedreigd.